# Département de la Conservation des forêts
Le département de la Conservation des forêts est un département non-ministériel chargé de la sylviculture au Sri Lanka. Sa mission est de protéger et étendre les forêts et boisements du Sri Lanka. Le chef du département est le gouverneur général, M.P.A.U.S. Fernando. Le département est placé sous la tutelle du ministère de l'Environnement et des Ressources naturelles.
Le département a des pouvoirs de police limités dans les zones de forêt protégées afin de stopper le braconnage et le bûcheronnage illégal.

## Forêts
Voici quelques-unes des forêts gérées par le département de la Conservation des forêts :
- Réserve forestière de Hurulu,
- Réserve forestière de Sinharâja,
- Kanneliya-Dediyagala-Nakiyadeniya